# It's Too Late (Carole King)
It's Too Late (E' troppo tardi) è un brano musicale di Carole King del 1971 che ha raggiunto la prima posizione nella Billboard Hot 100, rimanendoci per cinque settimane, la quinta in Canada, la sesta nel Regno Unito e l'ottava in Irlanda.

## Storia e descrizione
Nel 1968 King aveva divorziato dal suo compagno di scrittura Gerry Goffin, il divorzio e la rottura del sodalizio avevano segnato l'indipendenza della cantautrice. Il brano è stato Scritto da Carole King e Toni Stern; il brano apparve per la prima volta nell'album best seller Tapestry nel gennaio del 1971.
L'album di debutto di King, Writer del 1970, era stato sottovalutato, tuttavia la consacrò come artista. Tapestry la rese una leggenda. "It's Too Late" è la voce di King, in primo piano. 
Prima, aveva trovato il successo scrivendo successi per altri artisti. Ora, la creatrice di successi era divenuta la star.
Il testo descrive la fine consenziente di una relazione d'amore.
Sebbene il folk rock stile anni '70 sia di facile ascolto, il testo di King è profondamente triste. In Tapestry, è diventata la colonna sonora dei momenti più intimi della vita.

## Nel cinema
Il brano è incluso nella colonna sonora del film Fandango 

## Formazione
- Carole King – piano, voce
- Curtis Amy – sax soprano
- Danny Kortchmar – conga, chitarra elettrica
- Charles "Charlie" Larkey – basso
- Joel O'Brien – batteria
- Ralph Schuckett – piano elettrico

## Reinterpretazioni
1971
- Johnny Hammond nel suo album Breakout
- Bobbi Humphrey nel suo album Flute In

1972
- The Isley Brothers nell'album Brother, Brother, Brother
- Billy Paul nel suo album 360 Degrees of Billy Paul
- The Stylistics nell'album Round 2
- Denise LaSalle nell'album Trapped By A Thing Called Love
- Dennis Coffey nell'album Goin' for Myself

1973
- Isaac Hayes nel suo album live Live at the Sahara Tahoe
- Dennis Brown, eseguita nell'album di Herman Chin Loy Aquarius Dub

1991
- Dina Carroll
- Culture Beat nell'album Horizon

1994
- Gloria Estefan nell'album Hold Me, Thrill Me, Kiss Me

1995
- Amy Grant nell'album Tapestry Revisited: A Tribute to Carole King

2000
- Kyle Vincent nell' album Solitary Road

2015
- China Crisis nell'album 80's Re:Covered - Your Songs With The 80's Sound
- Chris Colfer e Darren Criss nella versione della serie televisiva Glee